# Državna nagrada za znanstvenoraziskovalno in razvojno delo
Prve državne nagrade na Slovenskem za znanstvenoraziskovalno in razvojno delo je leta 1957 podelil Sklad Borisa Kidriča. Sklad je od leta 1957 do 1991 podeljeval Kidričeve nagrade kot najvišje priznanje za znanstvenoraziskovalno delo. Od leta 1992 do 1997 so se podeljevale Nagrade Republike Slovenije za znanstvenoraziskovalno delo in od leta 1998 naprej se podeljujejo Zoisove nagrade in Zoisova priznanja. Od leta 1991 naprej se podeljuje še Priznanje Ambasador Republike Slovenije v znanosti. Od leta 1998 do 2001 so se podeljevala Priznanja za raziskovalne dosežke, s katerimi se utrjuje in razvija identiteta Slovenije.

## Nagrade, ki jih je podeljeval Sklad Borisa Kidriča
Sklad Borisa Kidriča je podeljeval naslednje nagrade:
- Kidričeve nagrade od 1957 do 1991,
- Nagrade Sklada od 1961 do 1991,
- Nagrade za teoretske in uporabno teoretske razprave na razpisane teme od 1957 do 1961,
- Nagrade za iznajdbe in izpopolnitve oziroma Nagrade za tehnične iznajdbe in izpopolnitve so se podeljevale od leta 1957 do 1965, po letu 1965 so se imenovale Nagrade za iznajdbe in tehnične izboljšave in tudi Nagrade za izume in izpopolnitve in tudi Nagrade za izume in izboljšave. Podeljevale so se do leta 1991,
- Priznanja mladim raziskovalcem so se podelila leta 1990 in 1991.

Poleg listine so nagrajenci prejeli tudi denarno nagrado. O nagrajencih je odločal Upravni odbor Sklada Borisa Kidriča.
Leta 1981 je Upravni odbor Sklada Borisa Kidriča podelil posebno priznanje  Dušanu Marinšku za napore pri povezovanju raziskovalne in proizvodne dejavnosti skozi kreditiranje inovacij ter za delo pri zasnovi, organizaciji in izvedbi razstav inovacij: 1977 Inovacije — banka — gospodarstvo, 1978 Inovacije — gospodarstvo, 1979 Inovacije — združeno delo 1979, 1980 Inovacije v NOB, 1981 Inovacije za stabilizacijo.

## Priznanja Ambasador Republike Slovenije v znanosti
Priznanja Ambasador Republike Slovenije v znanosti se podeljujejo od leta 1991 naprej.

## Nagrade Republike Slovenije za znanstvenoraziskovalno delo
Nagrade Republike Slovenije za znanstvenoraziskovalno delo so se podeljevale od leta 1992 do 1997.
Republika Slovenija je podeljevala nagrade za dosežke na znanstvenoraziskovalnem področju za:
- vrhunske dosežke na znanstvenem področju,
- življenjsko delo znanstvenika, ki je s svojim delom bistveno prispeval k razvoju znanosti in za
- izume, ki so pomemben prispevek raziskovanja pri uvajanju novosti v gospodarsko in družbeno prakso.

## Priznanja za raziskovalne dosežke, s katerimi se utrjuje in razvija identiteta Slovenije
Priznanje za raziskovalne dosežke, s katerimi se utrjuje in razvija identiteta Slovenije se je podeljevalo od leta 1998 do 2001.

## Zoisove nagrade
Zoisove nagrade se podeljuje za življenjsko delo in za vrhunske dosežke od leta 1998 naprej.

## Zoisova priznanja
Zoisovo priznanje se podeljuje za dosežke na področju znanstvenoraziskovalne in razvojne dejavnosti od leta 1998 naprej.

## Puhove nagrade
Puhova nagrada se podeljuje za življenjsko delo posameznika oziroma za vrhunske dosežke posameznika ali skupine posameznikov od leta 2018 naprej.

## Puhova priznanja
Puhovo priznanje se podeljuje za pomemben dosežek ali več dosežkov, ki imajo pomen za razvoj podjetja ali gospodarski oziroma družbeni razvoj krajevne skupnosti ali občine od leta 2006 naprej.